# Provinz Iga

Karte der Provinzen Japans, Iga rot markiert

Iga (jap. 伊賀国, Iga no kuni) oder Ishū (伊州) war eine historische Provinz Japans. Im Ritsuryō-System bestand sie aus 4 Kreisen und gehörte zu Tōkaidō. 
Das je nach Regionaleinteilung zur heutigen Region Kinki oder Tōkai/Chūbu gehörige Gebiet liegt im Westen der heutigen Präfektur Mie und umfasste das kleine, von Gebirgen umringte Ueno-Becken. Die alte Provinzhauptstadt (kokufu) befand sich im heutigen Iga. Früher war die Provinz wegen der schlechten Verkehrswege ziemlich unzugänglich. Trotz seiner relativen Nähe zu den ehemaligen Kaiserresidenzen Nara und Kyōto galt es als abgelegen.
Iga grenzte an die Provinzen Ise, Ōmi, Yamato und Yamashiro.
Die Region um die Stadt Iga gilt zusammen mit Kōga (heute Kōka) in Ōmi als Geburtsstätte des Ninjutsu und war eine Hochburg der Ninja, so zum Beispiel unter der Herrschaft von Hattori Hanzō. Auch der Haiku-Dichter Matsuo Bashō wurde hier geboren.